# Vesicularia bescherellei
Vesicularia bescherellei är en bladmossart som beskrevs av Brotherus 1908. Vesicularia bescherellei ingår i släktet Vesicularia och familjen Hypnaceae. Inga underarter finns listade i Catalogue of Life.